# Bendi
Bendi (od velškog bandy) je zimski sport u kojem se lopta udara štapom. Bendi je predak hokeja na ledu. Vjerojatno je potekao od igara kao što su škotski shinty ili irski hurling, kao i hokeja na travi. Bendi se igra na otvorenom, na ledu, a pravila su mu slična nogometnim. Velška riječ bandy najvjerojatnije potječe od teutonske bandja, koja znači "zakrivljeni štap".

## Porijeklo
Bendi se igra već gotovo četiri tisuće godina. Tragovi i ostaci te igre mogu se naći u Iranu (Perziji), Egiptu i Grčkoj. Na zidovima groba br. 16 na lokaciji Beni Hassan u dolini rijeke Nila blizu Minije, prikazan je prizor iz igre gdje dva igrača sa štapovima i loptom počinju utakmicu.
Jedna grčka freska iz 480. pr. Kr. prikazuje šest igrača u gotovo istom početnom položaju. Otad su se načela igre primjenjivala u raznim oblicima i pod raznim imenima u mnogim dijelovima svijeta. Povjesničari spominju francuski hocquet, irski hurling, škotski shinty, engleski hawkey i hockey, velški bandy, gruzijski lelo i islandski knattleikr. Bandy, hockey, knattleikr i shinty igrali su se na livadi ljeti i na ledu zimi.
SLužbena su pravila prvi put sastavljena 1891., kad je u Engleskoj osnovan "National Bandy Association" (Državni bendijevski savez). Prije toga, momčadi bi dogovarale pravila i crtale rubove terena prije svake igre. Prvi švedski bandijevski klub osnovan je 1895. Osim toga, bendi se početkom 1890-ih igrao u Švicarskoj, Njemačkoj i Nizozemskoj, a službeno je uveden 1898. u Rusiji, 1903. u Norveškoj, 1907. u Švedskoj i 1908. u Finskoj. Današnji je oblik bendi dobio 1955., kad je osnovan Međunarodni bendijski savez (International Bandy Federation - IBF).

## Pravila
Teren ima između 4.050 i 7.150 četvornih metara (45-65 x 90-100 metara). Lopta ima promjer 60-65 mm i obično je crvena ili narančasta. Gol ima 7 x 11½ stopa.
Svaka momčad ima 11 igrača na terenu, uključujući braniča. Branič ima bolju tjelesnu zaštitu od ostalih igrača, te ne koristi štap, jer jedini smije rukama dirati loptu.  
Igraju se dva poluvremena po 45 minuta s desetminutnom stankom. Neriješene se utakmice rješavaju u produžecima po 15 minuta i kaznenim udarcima.

## Međunarodne igre

### Bendi naOlimpijskim igrama
Bendi je bio demonstracijski sport na VI. Zimskim olimpijskim igrama - Oslo 1952.
Iako Međunarodni olimpijski odbor često tvrdi da traži nove sportove za Zimske olimpijade, bendi još nije uveden među olimpijske sportove.

### Svjetska prvenstva
Svjetska prvenstva u bendiju za muškarce počela su 1957., zatim su se od 1961. održavala polugodišnje, a od 2003. godišnje. U prvenstvu 2006. sudjelovalo je 12 zemalja: Bjelorusija, Finska, Kazahstan, Norveška, Rusija, Švedska (skupina A); Kanada, Estonija, Mađarska, Mongolija, Nizozemska, SAD (skupina B). Finska je pobijedila na svjetskom prvenstvu 2004. Sva su prethodna prvenstva dobili SSSR/Rusija i Švedska.
Finska je u veljači 2004. bila domaćin prvog svjetskog prvenstva u bendiju za žene. Pobijedila je Švedska. Drugo svjetsko prvenstvo za žene održano je u američkom gradu Roseville 2006. Švedska je u finalu pobijedila Rusiju 3-1.

### Svjetski kup
Godišnje se u švedskoj općini Ljusdal održava Svjetski kup u bendiju. Igraju ga međunarodni klubovi.

## Vanjske poveznice
- What is Bandy? - povijest i pravila bendija
- Bandy - kategorija o bendiju u Open Directory Project
- Međunarodni bendi savez  Arhivirana inačica izvorne stranice od 22. lipnja 2009. (Wayback Machine)
- Međunarodni suci
- Bandysidan links - jedna od najvećih zbiraka poveznica o bendiju
- Norris Museum  Arhivirana inačica izvorne stranice od 4. srpnja 2007. (Wayback Machine) - poveznica na Norris Museum of Saint Ives